# Gömbös László (hivatalnok)
Jákfai Gömbös László Jenő (Tolna, 1889. szeptember 20. – Budapest, 1976. május 22.) rendőrfőtanácsos, a BM Útlevél Osztályának vezetője 1938 és 1944 között.

## Fiatalkora
Köznemesi család sarjaként született. Édesapja gyógyszerész, édesanyja háztartásbeli. Fiatalon Mórra költözött szüleivel és két testvérével Zoltánnal és Andorral. Távoli rokona Gömbös Gyula miniszterelnöknek. 
Iskoláit Budapesten a Werbőczy István Gimnáziumban (ma Petőfi Sándor Gimnázium) végezte, ahol 1908-ban szerzett érettségi bizonyítványt. Mindig is orvos szeretett volna lenni, de ezt a korabeli társadalmi környezete nem tette lehetővé, így három év után befejezte tanulmányait az orvosi egyetemen és jogi pályán doktorált Budapesten 1912-ben.

## Pályafutása
Pályafutását a Magyar Királyi Rendőrségnél kezdte meg, melynek kötelékében 1913-ban Londonban, a Scotland Yardnál volt tanulmányúton. A húszas évek elején a Politikai Osztályra került, ahol az 1938-tól önállóan a Budapest-Terézvárosi Eötvös utca 7. szám alatt működő Útlevél Osztály (ma Történeti Hivatal Levéltára) vezetésével bízták meg.
1934 és 1944 között több mint 10.000 zsidót mentett, menekített ki az országból (az érvényes rendeletek és tiltó utasítások ellenére) olyan hontalan útlevelek kiadásával, melyeknél semmilyen papírt nem kértek a Magyarországra, elsősorban a környező országból idemenekültektől. A német megszállás után Gyömrőn bujkált, majd családjával a szovjetek elől amerikai megszállási területre, Bajorországba menekült. Hazatérése után 1946-ban elbocsátották a Belügyminisztériumból, minden ellátás nélkül, indoklásként azzal, hogy „működésével nem fogja a demokrácia építését szolgálni”.

## Sorsa és halála
1951-ben „osztályidegenként” családjával együtt kitelepítették Gyulaházára az akkori szovjet határ közelébe. Kényszerlakhelyét 1953-ig nem hagyhatta el. 1962-ben került vissza Budapestre, ahol 1976. május 26-án bekövetkezett haláláig élt.